# Rasmus Würtz
Rasmus Østergaard Würtz (* 18. September 1983 in Skive) ist ein dänischer ehemaliger Fußballspieler. Der Mittelfeldspieler spielte auch für die dänische Nationalmannschaft.

## Biographie
Während seiner Jugend spielte Rasmus Würtz für den Verein seiner Heimatstadt, Skive IK und absolvierte dort auch sein Debüt im A-Team. Im November 2001 wechselte Würtz zum dänischen Erstligisten Aalborg BK (AaB), wo er einen 3½-Jahresvertrag unterzeichnete. Er wurde allerdings für die restlichen sechs Monate der Saison 2002/03 an den Verein Skive IK verliehen. Bei AaB etablierte sich Würtz schnell als Stammspieler und bestritt in seiner ersten Saison in der Dänischen Superliga 32 von 33 Spielen. 
Rasmus Würtz spielte in 52 Spielen für diverse Jugendnationalteams. Unter anderem nahm er 2000 an der U-17-Europameisterschaft und 2001 an der U-19-Europameisterschaft teil. 2001 erhielt er die Auszeichnung als dänischer U-19-Spieler des Jahres. 
Sein Debüt für die dänische U-21-Nationalmannschaft erfolgte im August 2002, im September 2004 übernahm er das Amt des Teamkapitäns von Jan Kristiansen. 
Wie Daniel Agger debütierte auch Rasmus Würtz am 2. Juni 2005 im Freundschaftsspiel gegen Finnland für das dänische Nationalteam. Bei diesem Spiel wurde er für den Teamkapitän Jon Dahl Tomasson eingewechselt, der ihm die Kapitänsarmbinde aushändigte. Würtz sollte die Armbinde dem Vize-Kapitän Thomas Gravesen überreichen, doch dieser teilte ihm mit, er solle sie selbst behalten. Somit wurde Rasmus Würtz in seinem Debütspiel für das dänische Nationalteam für die letzten neun Minuten des Spiels zum Kapitän gemacht.
Nach seinem Debüt für die dänische Nationalmannschaft fungierte Würtz auch als Kapitän der dänischen U-21-Mannschaft bei der U-21-Europameisterschaft 2006. Im Vorrundenspiel gegen Italien erzielte Rasmus Würtz auch sein erstes Tor für das U-21-Nationalteam. Nach dem Ausscheiden des Teams aus dem Bewerb beendete Würtz aufgrund seines Alters nach insgesamt 29 Spielen seine Karriere im U-21-Team.
Im Januar 2007 wurde Würtz als Kapitän für die Tour des Nationalteams der dänischen Liga in den Vereinigten Staaten, El Salvador und Honduras einberufen und absolvierte alle drei Spiele dieser Tour.
Am 6. Juli 2007 unterschrieb er beim dänischen Meister FC Kopenhagen einen Fünfjahresvertrag. Nach zahlreichen Verletzungen kam er beim FCK kaum zum Einsatz, sodass er in der Winterpause 2009 zum damals abstiegsbedrohten Vejle BK verliehen wurde, den Abstieg aber nicht verhindern konnte. Zwei Jahre vor Vertragsende wechselte er zurück zum Aalborg BK, wo er bereits zwischen 2002 und 2007 spielte. Dort blieb er zehn Jahre lang und beendete dann seine Karriere.

## Auszeichnungen
- 2001 Dänischer U-19-Spieler des Jahres